# Jackpot подкрался незаметно
«Jackpot подкрался незаметно» (в ряде публикаций «Джек-пот подкрался незаметно») — книга Аркадия Арканова, объединившая два сатирических романа разных лет: «Рукописи не возвращаются» и «Ягнёнок в пасти осетра». По первоначальному замыслу автора произведение должно было стать единым романом под общим названием «Рукописи не возвращаются».

## «Рукописи не возвращаются»
«Рукописи не возвращаются» — сатирический роман (в ряде интервью позиционируется автором как повесть) Аркадия Арканова, впервые опубликованный в журнале «Юность» в 1986 году (с купюрами).

### Сюжет

#### Завязка
Действие происходит в позднебрежневский период застоя, по всей видимости, в мае 1981 года (поскольку обсуждается как свежая новость покушение Агджи на Папу Римского Иоанна Павла II). В вымышленном провинциальном городке Мухославске издаётся литературный журнал «Поле-полюшко» (по утверждению Вячеслава Огрызко — аллюзия на «Наш современник»). Неизвестный молодой человек приносит рукопись — тетрадь в чёрной кожаной обложке, и бесследно исчезает. Главный редактор Алеко Никитич — тип агитпроповца-перестраховщика из советской печати — терзается сомнениями. Несанкционированная публикация может вызвать недовольство начальства; отказ в публикации тоже рискован — вдруг исчезнувший автор принадлежит к номенклатурной «золотой молодёжи»? В обоих случаях грозит отправка на пенсию, потеря привилегий (включая загранпоездки в Австралию) и доходов. Между тем, какое-то решение необходимо принимать.

#### Рукопись
Сюжет «романа в романе» развивается параллельно с сюжетом основного произведения. Мадрант — правитель условного древневосточного государства — ненавидит собственную тиранию и презирает раболепных подданных. Он живёт в постоянной душевной коллизии между личным свободолюбием и государственной функцией деспота. Непосредственное управление страной осуществляет хитроумный Первый ревзод — глава правительства, идеолог и практик деспотизма.
Первый ревзод пользуется в основном двумя рычагами — террором («представители службы молчаливого наблюдения вышли из своих укрытий») и пропагандой через «Альманах», превозносящий мадранта и лживо лакирующий действительность («Когда состоялась в городе казнь ста пойманных горных разбойников, горожане из своего „Альманаха“ узнали, что казнили не сто, а всего девять, и не разбойников, а воров, похитивших у бедного торговца лепешку. Первый ревзод на совете зачитал, что казнён был один человек, пытавшийся украсть сеть у рыбака. В „Альманахе“ мадранта писалось, что казнённый неоднократно обращался к мадранту с просьбой казнить его, так как чувствовал, что может произвести кражу, и вот теперь его просьба удовлетворена, за что и благодарит мадранта со слезами преданности и умиления семья казнённого»). Редактирует «Альманах» трусливый аморальный циник Чикиннит Каело, в котором Алеко Никитич явно узнаёт себя, доведённого до гротеска («Чикиннит Каело» - анаграмма от «Алеко Никитич»).
Мадрант поселяет в своём дворце иноземную пленницу Олвис — европейскую проститутку, принятую за знатную женщину («Лицо Олвис вытянулось в недоумении а потом она начала хохотать „Слышал бы это мой покойный папаша!“ Что смешного в словах мадранта? Разве она не дочь великого вождя?»). С Олвис и дворцовым шутом мадрант отводит душу, пытается ответить на вопросы общечеловеческой морали: границы прав власти, свобода и ответственность творчества, правота бунта перед раболепием и так далее.
По псевдонимом Ферруго мадрант пишет свободолюбивые стихи, призывающие к восстанию. Через шута он передаёт их в «Альманах». Чикиннит Каело немедленно доносит первому ревзоду. Тот обеспокоен: «Не содержание бумаги, о которой рассказал сейчас этот плешивый ублюдок, взволновало его, а сам факт, что кто-то осмелился выпустить жало, кто-то запалил факел». Начинается розыск Ферруго, существование которого официально не признаётся («Нет никакого Ферруго… Но даже если бы и возник такой сумасброд, то каждый честный горожанин его выследит, схватит и бросит к ногам мадранта, за что будет произведен в ревзоды, о чём великий мадрант уже издал соответствующий указ»).
Слухи о появлении бунтовщика будоражат страну, начинаются волнения: «В одном рыбачьем драббинге его видели в облике худого парня со странными зелёными глазами, и он зачитывал какую-то бумагу… после чего находившиеся в драббинге впали в страшное возбуждение и этой же ночью ушли в горы, где обезоружили сторожевой горный отряд мадранта, и символ этот имеет имя, и зовут его не то Верраго, не то Буррого, не то Ферруго».
Распространением своих стихов мадрант фактически поднимает восстание против самого себя. Первый ревзод, отчаявшись подавить беспорядки, надеется договориться с таинственным лидером бунта, которого никто никогда не видел: «Войти в контакт с Ферруго, выяснить, чего он хочет… С помощью ревзодов убить мадранта… Предложить Ферруго занять дворец мадранта и стать мадрантом. И пусть Ферруго не называет себя мадрантом. Пусть назовет себя кем угодно, и пусть ревзоды перестанут именоваться ревзодами… Первый ревзод нечестолюбив… Кому быть мадрантом, в конце концов, решает небо. Он же должен оставаться Первым ревзодом при любом из них… А обожание, с каким горожане относятся к Ферруго, позволит делать с ними все, что заблагорассудится. Им же будет казаться, что они добились своего».
Однако этот план срывается, найти Ферруго невозможно. Столицу окружают вооружённые бунтовщики (несколько дней назад «беспредельно преданные мадранту»), рвущиеся отомстить за долгие годы тирании.

И пока Первый ревзод думал о своем, рассеянно слушая предложения остальных ревзодов, горы вспыхнули неожиданно тысячами костров и факелов, посыпалась горохом на город сухая дробь воинственных барабанов, и донеслись до ушей ревзодов призывные боевые кличи. И показалось Первому ревзоду, что повис над городом, вытягивая кишки, широко вибрирующий вой бешеного мадрантового пса.

И когда мадрант из своего окна увидел, что огни пришли в движение и поплыли вниз по направлению к городу, с каждой минутой делая ночь все светлее, он понял, что воля и власть мадранта, его суровые указы и великодушные одаривания, топоры Басстио и зубы священных куймонов, наконец, безграничная любовь и преданность ему горожан оказались слабее двух десятков слов, рожденных свободным Ферруго, и почти звериный крик, выражавший и радость, и ненависть одновременно, вырвался из его груди…

Немногочисленные защитники мадранта сметены, сам мадрант, сознательно искавший смерти, убит вместе с Олвис, первым ревзодом и дворцовым палачом. Но и восставшим не удаётся найти Ферруго. Опьянение свободой быстро перерастает в кровавый погром и взаимную резню. В ту же ночь происходит извержение вулкана и страна гибнет в геологической катастрофе.

#### Редакция
Персонажи-сотрудники журнала «Поле-полюшко» подобраны по принципу галереи гротескно-отвратительных фигур. Все они представляют типы советской «образованщины» в разных её испостасях. Сатирик Аркан Гайский — бездарный самовлюблённый неудачник, убеждённый, что его лузерство есть следствие всеобщей зависти. Публицист Вовец — спившийся псевдоинтеллектуал. Поэт Колбаско — бытовой истерик, занятый подсчётами долгов и видящий во сне деньги. Художник-карикатурист Теодор Дамменлибен держится за счёт приятельских отношений с редактором и, пользуясь этим, у всех занимает деньги без отдачи («Дай пятёрку для ровного счёта, буду должен шестьдесят девять»). Прозаик Бестиев — литературный карьерист, туповатый доносчик и идеологический ханжа. Даже секретарь-машинистка Ольга Владимировна, к которой неравнодушен Алеко Никитич, не вызывает симпатий (не случайно созвучие имени с Олвис). Все они глубоко бесталанны, увязли в мелких интригах, глупых амбициях, копеечных счётах.
Дабы не отвечать единолично, редактор показывает сотрудникам рукопись о мадранте. Выясняется, что Гайский шапочно знаком с автором, опасливые предположения Алеко Никитича подтверждаются: «Если это тот парень, с которым меня хотели познакомить в Москве, то он сын очень крупного человека… Чей не сказали, но кого-то оттуда…» Почти все против публикации «чужака». Однако рукопись странным образом действует на каждого представителя творческой интеллигенции Мухославска.
Алеко Никитич испытывает непонятные терзания, напоминающие совесть (много лет назад он предал жену, оставив её из-за того, что тесть был арестован по «Делу врачей»). Он даже решается почти через тридцать лет впервые позвонить бывшей тёще и получает в ответ: «Подонков попрошу не звонить». Его взбалмошная жена Глория, ранее далёкая от общественной активности, вдруг вступает на путь активной борьбы за права собак. Заместитель Индей Гордеевич после многих лет холодности испытывает постоянное плотское вожделение к своей жене Ригонде. Аркан Гайский после каждой прочитанной страницы страдает приступом медвежьей болезни. Повесть о трагической раздвоенности, о столкновении свободного достоинства с подлым раболепием пробуждает даже в таких персонажах смутное недовольство собой.
Фабула полна узнаваемых бытовых сцен и явлений эпохи. Обрисованы советский товарный дефицит («колбаса-молбаса зачем выписал?… Отравить австралийца хочешь… Лучше дам шесть банок югославской ветчины… Так? Цыплят венгерских дам… Тридцать штук… Так? Сервелат финский… Пять палок… Так?»), идеологическая цензура («В 1782 году, когда вольнолюбивая Славка вышла из берегов, город был полностью затоплен. Своим третьим и окончательным пришествием (Не „пришествием“, а „рождением“! Мы — атеисты! И. Г. Согласен. А. Н.)»), доносительство («умоляю Вас не считать мое искреннее письмо грязной анонимкой, против чего я решительно борюсь всю свою жизнь. Но я не ставлю свою фамилию…»), бессмысленная имитация рабочего и творческого процесса (сотрудник журнала Зверцев не занимается ничем, кроме беспрерывной правки Сартра). Показана тайная власть торгово-распределительного аппарата — директор гастронома Рапсод Мургабович Тбилисян («бывший призёр областной спартакиады по вольной борьбе, аспирант») — коррумпированный самодур, не останавливающийся перед рукоприкладством, заметивший в сценах казней намёки на свой магазин — принадлежит к местной элите. Возможно, свежие впечатления от антиалкогольной кампании 1985—1986 годов породили эпизод с доставкой спиртных напитков на редакционный банкет: «Пять белых соков, пять красных соков… Хватит? — Добавь пяток виноградных… для дам…»
Особое по тем временам впечатление производила сцена у Н. Р. — главного городского начальника, перед которым отчитывались главный редактор и его заместитель. По смыслу некоторых высказываний (он угрожает Алеко Никитичу и Индею Гордеевичу исключением из партии), Н. Р. — первый секретарь горкома КПСС. Образ выведен отталкивающе, персонаж держит себя как полновластный хозяин-городничий, по-хамски обращается с подчинёнными («Что это вы, хлябь вашу твердь, как драный кот? — смотрит Н. Р. на Индея Гордеевича»). Между тем, на момент выхода повести в свет критика партийного аппарата, как правило, не допускалась в официальной советской печати.

#### Развязка
Постепенно дело идёт к публикации рукописи неизвестного автора (против чего больше всех протестуют Бестиев и Рапсод Мургабович). Кульминационный момент повествования — редакционный банкет при встрече австралийского коллеги господина Бедейкера. Перед глазами изумлённого иностранца предстаёт парад интриганства, стяжательства, пошлости, подхалимажа. После банкета опустевшее здание сгорает в результате взрыва газа. Погибает и рукопись.
Алеко Никитича отправляют на пенсию. Главным редактором журнала, переименованного в «Колоски», становится Рапсод Мургабович (номенклатурная практика передвижения по начальственным постам — в данном случае из торговли в СМИ). Последняя сцена: в кабинете редактора появляется неизвестный молодой человек (не похожий на предыдущего) с рукописью в ярко-красном переплёте. Первая фраза текста повторяет начало повести Аркадия Арканова. Попутно выясняется, что Зверцев всё ещё правит Сартра…

Сюжет повести разворачивается в двух эпохах, и с появлением этой рукописи в каждой эпохе начинают разворачиваться события, вроде бы на первый взгляд разные, но вполне соизмеримые. На острове, где правит Мадрант, происходит извержение вулкана, а в Мухославске случается взрыв газа. В одном случае гибнет остров, в другом — редакция. И там, и там гибнет внутренний мир. — Аркадий Арканов. Из интервью газете «Новые Известия»

## «Ягнёнок в пасти осетра»
«Ягнёнок в пасти осетра» (подзаголовок «Полное эпиложество») — сатирический роман Аркадия Арканова, впервые опубликованный издательством Вагриус в 2005 году.

### Сюжет
Президент холдинга Рапсод Мургабович Тбилисян, бывший партийный босс, а ныне банкир Н. Р. и их австралийский партнёр господин Бедейкер открывают совместное предприятие «Акбар» — «Австралийская Кондиционная БАРанина». при общности экономических интересов оба россиянина имеют разные политические взгляды и рвутся занять пост мэра Мухославска на ближайших выборах.
Один за другим умирают или уходят в никуда бывшие работники журнала «Поле-полюшко». Алеко Никитич умирает тихо, во сне. Индей Гордеевич, опустившийся до кладбищенского воришки, сходит с ума. Аркан Гайский, приняв дозу не опробованного лекарства-возбудителя, погибает от непрекращающейся эрекции и «кровоизлияния» фаллоса. Публицист Вовец в состоянии белой горячки выпрыгивает с балкона. Поэт Колбаско, давно страдающий игровой зависимостью, умирает от удара в состоянии азартного психоза: его заклёвывает жар-птица из игрового автомата, только что принесшая ему джек-пот. Наконец, Рапсода Мургабовича, Н. Р. и Бестиева, собравшихся в ночном клубе для мирного дележа поста мэра, расстреливают наёмные убийцы. Убийство организовано местным криминальным «авторитетом» Кабаном по молчаливому согласию начальника местной милиции — его тестя. На выборы городского главы идёт единственный кандидат — местная мега-звезда, исполнитель популярных песен Руслан Людмилов.

Мухославский мирок вроде бы перевернулся с ног на голову, на месте разрушенного взрывом здания журнала «Поле-полюшко» вырос особняк в стиле «китч-модерн», но Россия осталась Россией. Есть что обличать перу фигурирующего в тексте беспощадного сатирика Аркана Гайского…— «Независимая газета»

## Критика и отзывы
- «Российская газета»: «„Рукописи возвращаются“ — знаменитая книга про глубоко советский быт»[7].
- Филолог и ведущий радио «Серебряный дождь» Леонид Клейн: «Название первой части сегодня выглядит не слишком свежо и остроумно, но отсылает к известной фразе Булгакова, название второй части не отсылает ни к чему. Просто не остроумно. „Ягнёнок в пасти осетра“ — как такое возможно? Возможно. Так же, как и то, чтобы писатель, публиковавшийся когда-то в диссидентском „Метрополе“, сегодня проводил презентацию своей книги в казино. Потому что эпоха действительно изменилась, и книга — в массе своей — это уже не чтение, даже не чтиво, а развлечение, наряду с другими»[8].

## Дополнительная информация
- Персонаж Аркан Гайский, несмотря на созвучие с фамилией автора, «списан» с другого работника одного из журналов. Прототип «беспощадного сатирика» после чтения рукописи написал письмо-донос в ЦК КПСС о нанесённом оскорблении[3].

## Персонажи
(до разделительного знака / приведён статус героя в романе «Рукописи возвращаются», после — в романе «Ягнёнок в пасти осетра»)
Редакция журнала «Полюшко-Поле»:
- Алеко Никитич — главный редактор / начальник бюро пропусков;
- Индей Гордеевич — его заместитель / «практически» бомж;
- Теодор Дамменлибен — художник;
- Оля, Олечка, Ольга Владимировна — машинистка;
- Аркан Гайский — беспощадный сатирик;
- Зверцев — зав. отделом прозы;
- Сверхщенский — прогрессивный критик;
- Бестиев — модный автор;
- Вовец — публицист;
- Продольный — поэт-песенник;
- Колбаско — поэт;
- Ефим Дынин - писатель-почвенник;
- Н. Р. — высокопоставленный партийный чиновник / президент банка;
- Рапсод Мургабович Тбилисян — директор гастронома «Центральный» / президент холдинга;
- Глория — жена Алеко Никитича;
- господин Бедейкер — глава делегации из австралийского города-побратима Фанберры / глава австралийского представительства совместного предприятия «Акбар».

Новые персонажи в романе «Ягнёнок в пасти осетра»:
- Виктор Филиппович Кабанов по кличке «Кабан» — криминальный «авторитет»;
- начальник Мухославского РУБОПа, его тесть;
- Передковский — проктолог, народный целитель;
- Руслан Людмилов — популярный певец.